# Quiero música en mi idioma
Quiero música en mi idioma (o simplemente Quiero) es un canal de televisión por suscripción argentino dedicada a la música en español. Es operado por Artear, una división de Grupo Clarín.

## Historia
Nació el 4 de agosto de 2008 reemplazando al canal BitBox TV, un canal provisorio, que a su vez reemplazó a Rock & Pop TV (2004-2008).
El 20 de octubre de 2010 se entregaron los Premios de Promax/BDA en el Marriott Plaza de la ciudad de Buenos Aires, que honra a los mejores trabajos de Promociones de Latinoamérica, y en la cual Quiero fue galardonado con una estatuilla de Plata en la categoría "Promoción de Proyecto Especial", por la campaña "Gustavo Quiero verte bien". Esta campaña tuvo como propósito el acercar a la gente una gran bandera con la finalidad de que pudieran dejar su mensaje de aliento al músico Gustavo Cerati luego de haber sufrido un accidente cerebrovascular en Venezuela. Esta bandera recorrió varias provincias de la Argentina llegando a medir 150 metros y a contener más de 15.000 mensajes para el músico. Dicha bandera hoy está en manos de las personas más allegadas a Gustavo Cerati. A lo largo de los días en que la bandera estuvo desplegada tanto en la puerta del canal en Buenos Aires, como en Mar del Plata, Mendoza, Córdoba, Rosario, el Fleni y en el Planetario miles de personas dejaron allí sus esperanzas, sus lágrimas y sus deseos más positivos.
El 4 de julio de 2011, el programa de Quiero Escuela de Música, conducido alternadamente por Carolina Ibarra y Bebe Contepomi, recibió una Mención de Honor en la 17.ª entrega de los Premios Fund TV (emitido por Volver) a las producciones de televisión que fueron emitidas en 2010. El Premio FUND TV distingue a programas y piezas publicitarias con mensajes de valor educativo que benefician a sus televidentes.
En agosto de 2014, como parte de su adecuación a la Ley de Servicios de Comunicación Audiovisual, el Grupo Clarín decide vender sus acciones pertenecientes a la empresa IESA (Inversora de Eventos S.A.). Fueron vendidas al fondo inversor norteamericano 34 South Media LLC. Antes de su venta, el canal fue agregado a IESA, propiedad hasta entonces de Artear.

## Premios
Desde 2009, se entregan los Premios Quiero, en la cual se premia a los cantantes de Latinoamérica. Son nominados todos aquellos artistas con producciones discográficas, presentadas al público recientemente y cuya producción musical haya sido escuchada y vista en el canal Quiero.